# شب کریسمس (فیلم)
شب کریسمس (انگلیسی: Christmas Eve) یک فیلم به کارگردانی ادوین ال مارین است که در سال ۱۹۴۷ منتشر شد. از بازیگران آن می‌توان به جرج رافت، جورج برنت، و راندولف اسکات اشاره کرد.